# Pernambuco
Pernambuco je država u Brazilu, smještena na sjeveroistoku zemlje. Na sjeveru graniči s državama Paraíba i Ceará, na zapadu s državom Piauí, a na jugu s Bahijom i Alagoasom. Zapadni dio države izlazi na Atlantski ocean. Naziv je dobila po tropskom drvetu koje raste na prostorima ove države.

## Povijest
Prvi Europljani koji su stigli i kolonizirali prostore današnjeg Pernambuca su bili Portugalci. Portugalski kralj João III, je 1534. godine u Brazilu stvorio nasljedne kapetanije. Pernambuco je bila jedna od ovih kapetanija i dodijeljena je portugalskom plemiću po imenu Duarte Coelho. U Pernambuco, tada poznat po imenu Nova Lusitanija, Duarte Coelho je stigao 1535. godine i osnovao upravu u blizini današnjeg grada Olinda. Poslije nekoliko krvavih borbi s domorodcima i francuskim kolonizatorima, Duarte osniva grad Olinda, čime je praktično zaživjela portugalska vlast na prostorima njegove kapetanije. Ubrzo za Olindom (prvim glavnim gradom), osniva se i Igarassu, 1537. godine.
Pernambuco je u ovo doba, zajedno sa São Vincenteom bila jedina prosperitetna kapetanija, zahvaljujući plantažama pamuka i šećerne trske. Uz pomoć Nizozemske Istočno Indijske Kompanije, sagrađena su postojenja za preradu šećerne trske, čime je Pernambuco još više napredovao, pa je 1612. godine Pernambuco proizvodio 14 000 tona šećera godišnje, a 1640. godine je samo u  Nizozemsku izvezeno 24 000 tone šećera.
1630. godine, Pernambuco, kao i većina ostalih portugalskih posjeda u Brazilu, dolazi u posjed Nizozemske, a grof od Nassaua (Johan Maurits van Nassau-Siegen) je postavljen kao upravnik Nove Nizozemske. Nassauova vlast osniva grad Maritaniju, današni Recife, na delti otoka, prilično slične topografije kao i Nizozemska. Ovim sva moć se polako počinje prelijevati iz stare prijestonice, Olinda u Recife. Nizozemska administracija je mnogo toga dobrog donijela u Pernambuco, a najveći se uticaj osjećao u urbanizmu, kulturi i znanosti. Nizozemski duh je i danas prepoznatljiv u Pernambucu, u njegovom stanovništvu, naglasku koji koriste stanovnici, kao i u arhitekturi.
1654. godine Portugal osvaja Recife i Olinda opet postaje politički centar. Ipak Recife zadržava status glavne luke i ostaje glavni komercijalni grad u Pernambucu.
1710. godine, u Pernambucu je izbio praktično rat između gradova Recife i Olinda, a u suštini je bio rat između vlasnika šećerana u Olindi i okolini, protiv trgovaca iz Recifea.
19. stoljeće je bilo burno u Pernambucu, kao i u čitavom Brazilu. 1817. godine izbija Pernambucanska revolucija, pokret čiji je cilj bio odvajanje Pernambuca iz Portugalskog imperija i proglašenje Republike Pernambuco. Osnovni razlozi revolucije su bili nezadovoljstvo kolonijalnom administracijom. Republika je proglašena 7. ožujka 1817. godine. Poslije vojne intervencije, 20. svibnja, iste godine, pobunjeni Pernambuco je vraćen u Portugalski imperij. Zastava te Republike Pernambuco je današnja zastava države Pernambuco.
U vrijeme kada su skoro sve brazilske kolonije vodile borbu za oslobođenje od Portugalskog imperija, na teritoriju današnjeg Pernambuca, Paraibe, Rio Grande do Norte i Ceare, 2. lipnja 1824. godine stvorena je Ekvadorska Konfederacija (Confederação do Equador). 29. studenog, iste godine, snage konfederacije su kapitulirale i Ekvadorska Konfederacija je nestala.
1848. godine, kao odgovor na Europske liberalne revolucije koje su se dogodile, Pernambuco je bio poprište kratke liberalne revolucije pod nazivom Praieira revolt.

## Zemljopis
Teritorij ove države je većinom prekrivena grubom, trnovitom vegetacijom pod nazivom caatinga. Rijeka Sao Francisco je glavni izvor vode za ovo područje. Obalski pojas je plodan i u njemu se nalaze plantaže šećerne trske. Klima je blaga, ali ipak u višim predjelima temperatura u toku zime može pasti i ispod 5 °C, što je za brazilske prilike prilično niska temperatura.
Otočje Fernando de Noronha, u Atlantskom oceanu, 535 km sjeveroistočno od glavnog grada Recifea, je sastavni dio države od 1988. godine.

### Važniji gradovi
- Aliança
- Arcoverde
- Bom Conselho
- Cabo de Santo Agostinho - Sadržava važnu luku Suape.
- Camaragibe
- Carpina
- Caruaru - Glavno m,jesto na selu.
- Condado - Condado se nalazi u Zona da Mata području države
- Floresta
- Garanhuns - Visinski grad s ugodnom klimom.
- Goiana
- Gravatá - Još jedan visinski grad, poznat pod nazivom "Sjeverna brazilska Švicarska", zbog vremena i europske arhitekture alpskog stila.
- Ipojuca - plaža Porto de Galinhas.
- Jaboatão dos Guararapes
- Limoeiro
- Nazaré da Mata - Glavno mjesto Maracatua.
- Olinda - Prvi glavni grad.
- Ouricuri
- Palmares
- Paulista
- Pesqueira
- Petrolândia
- Petrolina
- Recife - Glavni grad.
- Serra Talhada
- Sertânia
- Surubim
- Triunfo
- Timbaúba

Pogledajte također: 
- Popis gradova u Brazilu

## Gospodarstvo
Gospodarstvo Pernambuca se i danas temelji na poljoprivredi (pretežno šećerna trska i stočarstvo) ali i na industriji (kemijskoj, metalurgiji, elektronskoj i tekstilnoj).

## Općine (municípios)
Pernambuco se sastoji od 185 općina: Abreu e Lima; Afogados da Ingazeira; Afrânio; Agrestina; Água Preta; Águas Belas; Alagoinha; Aliança; Altinho; Amaraji; Angelim; Araçoiaba; Araripina; Arcoverde; Barra de Guabiraba; Barreiros; Belém de Maria; Belém de São Francisco; Belo Jardim; Betânia; Bezerros; Bodocó; Bom Conselho; Bom Jardim; Bonito; Brejão; Brejinho; Brejo da Madre de Deus; Buenos Aires; Buíque; Cabo de Santo Agostinho; Cabrobó; Cachoeirinha; Caetés; Calçado; Calumbi; Camaragibe; Camocim de São Félix; Camutanga; Canhotinho; Capoeiras; Carnaíba; Carnaubeira da Penha; Carpina; Caruaru; Casinhas; Catende; Cedro; Chã de Alegria; Chã Grande; Condado; Correntes; Cortês; Cumaru; Cupira; Custódia; Dormentes; Escada; Exu; Feira Nova; Fernando de Noronha; Ferreiros; Flores; Floresta; Frei Miguelinho; Gameleira; Garanhuns; Glória do Goitá; Goiana; Granito; Gravatá; Iati; Ibimirim; Ibirajuba; Igarassu; Iguaraci; Ilha de Itamaracá; Inajá; Ingazeira; Ipojuca; Ipubi; Itacuruba; Itaíba; Itambé; Itapetim; Itapissuma; Itaquitinga; Jaboatão dos Guararapes; Jaqueira; Jataúba; Jatobá; João Alfredo; Joaquim Nabuco; Jucati; Jupi; Jurema; Lagoa do Carro; Lagoa do Itaenga; Lagoa do Ouro; Lagoa dos Gatos; Lagoa Grande; Lajedo; Limoeiro; Macaparana; Machados; Manari; Maraial; Mirandiba; Moreilândia; Moreno; Nazaré da Mata; Olinda; Orobó; Orocó; Ouricuri; Palmares; Palmeirina; Panelas; Paranatama; Parnamirim; Passira; Paudalho; Paulista; Pedra; Pesqueira; Petrolândia; Petrolina; Poção; Pombos; Primavera; Quipapá; Quixaba; Recife; Riacho das Almas; Ribeirão; Rio Formoso; Sairé; Salgadinho; Salgueiro; Saloá; Sanharó; Santa Cruz; Santa Cruz da Baixa Verde; Santa Cruz do Capibaribe; Santa Filomena; Santa Maria da Boa Vista; Santa Maria do Cambucá; Santa Terezinha; São Benedito do Sul; São Bento do Una; São Caitano; São João; São Joaquim do Monte; São José da Coroa Grande; São José do Belmonte; São José do Egito; São Lourenço da Mata; São Vicente Ferrer; Serra Talhada; Serrita; Sertânia; Sirinhaém; Solidão; Surubim; Tabira; Tacaimbó; Tacaratu; Tamandaré; Taquaritinga do Norte; Terezinha; Terra Nova; Timbaúba; Toritama; Tracunhaém; Trindade; Triunfo; Tupanatinga; Tuparetama; Venturosa; Verdejante; Vertente do Lério; Vertentes; Vicência; Vitória de Santo Antão; Xexéu.

## Stanovništvo
Indijanci -Popis plemena: Abaré, Dzubukua, Fulnio (Fulnió, Fulni-ô, Fulniô, Yatê, Carnijó, Karnijó), Garañun, Huamói (Atikum), Ichú (Exú), Kaeté (Caeté), Kambiwá, Kapinawá, Karipó, Kuéskue, Pankaiuká, Pankará, Pankararé, Pankararu, Pimenteiras, Pipipan, Prajé (Pragé), Proká, Tamankin, Tobajara, Truká, Tupinambá, Tuxá, Viatan, Vouê, Xokó, Xukuru, Xukuru Kariri.

## Vanjske poveznice
- Službena stranica  Arhivirana inačica izvorne stranice od 17. lipnja 2021. (Wayback Machine)
- Turistička stranica